# جون ك. مور
جون ك. مور (بالإنجليزية: John C. Moore)‏ هو سياسي أمريكي، ولد في 18 أغسطس 1832 في بولاسكي في الولايات المتحدة، وتوفي في 27 أكتوبر 1915 في غكسلسيور سبرنغز في الولايات المتحدة.